# Kay Pollak

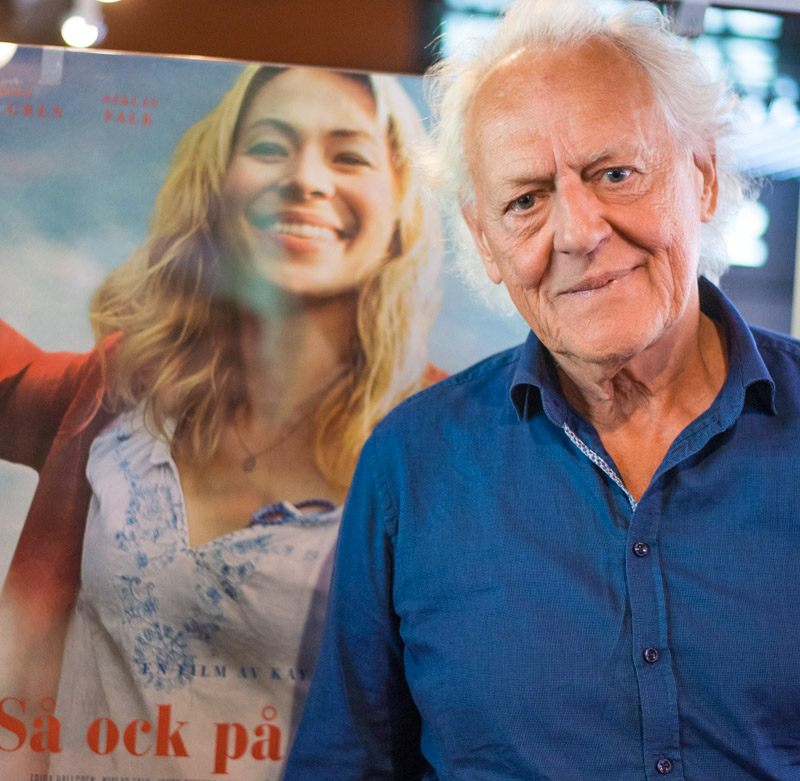
Kay Pollak i samband med presentationen av filmen Så ock på Jorden i Filmhuset i Stockholm i augusti 2015.

Kay Gunnar Leopold Pollak, född 21 maj 1938 i Göteborg, är en svensk filmregissör, författare och föredragshållare om självhjälp.

## Biografi
Pollak är son till SKF-tjänstemannen Leopold Pollak och Majken, född Beiron, och gick mellan 1950 och 1958 på Vasa högre allmänna läroverk i Göteborg. År 1965 blev han forskarstuderande och lärare på Umeå universitet där han 1969 blev fil. lic. i statistik på avhandlingen Variationsskattningar baserade på kvadratiska former av ordnade variabler: några illustrationer. Under Umeåtiden var han en av de första medlemmarna i den 1964 bildade Umeå studentteater, där han bland annat regisserade teaterns första större uppsättning, Bertolt Brechts Tredje rikets fruktan och elände.
Han fick 1981 en Guldbagge för bästa regi för filmen Barnens ö, som också blev nominerad till Guldbjörnen vid Berlins filmfestival. Även filmen Så som i himmelen har fått internationell uppmärksamhet. År 1993 erhöll han Axel Sjöberg-stipendiet 
Pollak är gift med Carin Lundgren (född 1955), med vilken han har barnen Mattias (född 1989), Johannes (född 1993) och Klara Maria (född 1995). I ett tidigare äktenskap har han även dottern Jenny (född 1970).

## Regi
- 1972 – Den hemliga verkligheten (TV-serie)
- 1977 – Elvis! Elvis!
- 1977 - Öppet brev till Gud[7] (kortfilm)
- 1980 – Barnens ö
- 1986 – Älska mej
- 2004 – Så som i himmelen
- 2015 – Så ock på Jorden